# Altered
Met het woord altered kan men in jazzmuziek verschillende zaken aanduiden. Enerzijds kan het slaan op een specifieke toonladder (de altered scale), maar anderzijds kan het woord ook betrekking hebben op een typisch akkoord (altered chord of altered voicing) of een scordatura (een alternatieve snaarinstrumentstemming, altered tuning). Los daarvan betekent "altered" letterlijk gealtereerd, of meer specifiek: gewijzigd.
Als men bij de tensions (uitbreidingen van het akkoord, na de tonica, kwint, terts, en septiem) van een dominant septiemakkoord (grote terts, kleine septiem) een diatonische noot wijzigt, spreekt men van een alteratie. Als, bijvoorbeeld, in het akkoord C9 de diatonische negende noot (= de re) verlaagd, gewijzigd, of gealtereerd wordt, dan is het akkoord C7(b9). De b9 (= de reb) is dan een alteratie. Echter, dit akkoord is dan nog niet meteen een altered akkoord...
Bij een altered chord zijn alle tensions gealtereerd. Dit betekent dat buiten de tonica (grondnoot), de terts en de septiem (de guide tones) alle andere noten van het akkoord gealtereerd zijn: b9, #9 of b10, #11, b13. We spreken dus van een "altered chord" als alle tensions gealtereerd zijn.
Hetzelfde principe geldt ook voor de "altered scale". Deze toonladder is gerelateerd aan het altered chord, en heeft dus ook alle gewijzigde tensions in zich. Op do zijn de noten: do (tonica), reb (b9), re# (#9) of mib (b10), mi (terts), fa# (#11), lab (b13), sib (septiem). Merk op dat deze scale eigenlijk dezelfde is als reb melodisch mineur, maar dan begonnen op do (modaal). Merk eveneens op dat de altered scale geen kwint heeft, en dus zoals het altered chord, bestaat uit achtereenvolgens: tonica, b9, #9 of b10, (grote) terts, #11, b13, (kleine) septiem.
Dit is de specifieke klank van altered.
Een altered chord is dus een dominant septiemakkoord, met alle mogelijke gealtereerde tensions, en lost meestal op naar zijn respectievelijke I graad mineur (vb.: C7alt/Fmin7).
De toonladder die men dan over C7alt kan spelen is dus de altered scale.